# Piaggio Porter
Il Piaggio Porter è un veicolo commerciale leggero della categoria dei mini-van prodotto dal settembre 1992 dalla Piaggio in collaborazione con la Daihatsu.

## Prima serie
Il progetto di collaborazione tra Piaggio e Daihatsu prevedeva la creazione di un nuovo veicolo commerciale piccolo ma capiente destinato al mercato europeo che permettesse alla casa italiana di offrire una alternativa più grande e con maggiore portata alla classica Ape e nel mentre alla casa giapponese di inserirsi in questo segmento dei commerciali in Europa e di espandere la propria gamma di prodotti. Il modello definitivo entra in produzione a Pontedera nel settembre del 1992 e venne commercializzato sul mercato europeo nella primavera dell'anno successivo (sia come Piaggio Porter che come Daihatsu Hijet su alcuni mercati del Nord Europa). Gran parte della meccanica era prodotta dalla Daihatsu nei propri stabilimenti in Giappone e assemblata in Italia. 
Le tre versioni iniziali furono: furgone lastrato per il trasporto di merci, pulmino vetrato con 4 posti a sedere per il trasporto di persone e pick-up, dotate tutte e tre di un motore a tre cilindri a benzina di 1000 cm³ di produzione Daihatsu. Un ulteriore allestimento è la versione ambulanza destinata soprattutto ai paesini con difficoltà di accesso.
Nel 1995 vengono presentate le versioni con motorizzazione diesel, dotate di motore 1200 cm³ a quattro cilindri di produzione Lombardini. Nello stesso anno viene modificata la versione a benzina, ora dotata di iniezione elettronica multipoint e catalizzatore, e si rende disponibile in ambedue le motorizzazioni una quarta versione, pick-up con pianale ribaltabile Tipper.
Successivamente viene resa disponibile nella sola motorizzazione a benzina anche una versione con trazione integrale 4x4. Alle versioni dotate di motore a combustione interna viene affiancata anche una versione dotata di motore elettrico. Le versioni furgone vetrato 4 e 6 posti vennero commercializzate tra il 1994 e il 1997 anche dalla Innocenti come Innocenti Porter.

## Seconda serie

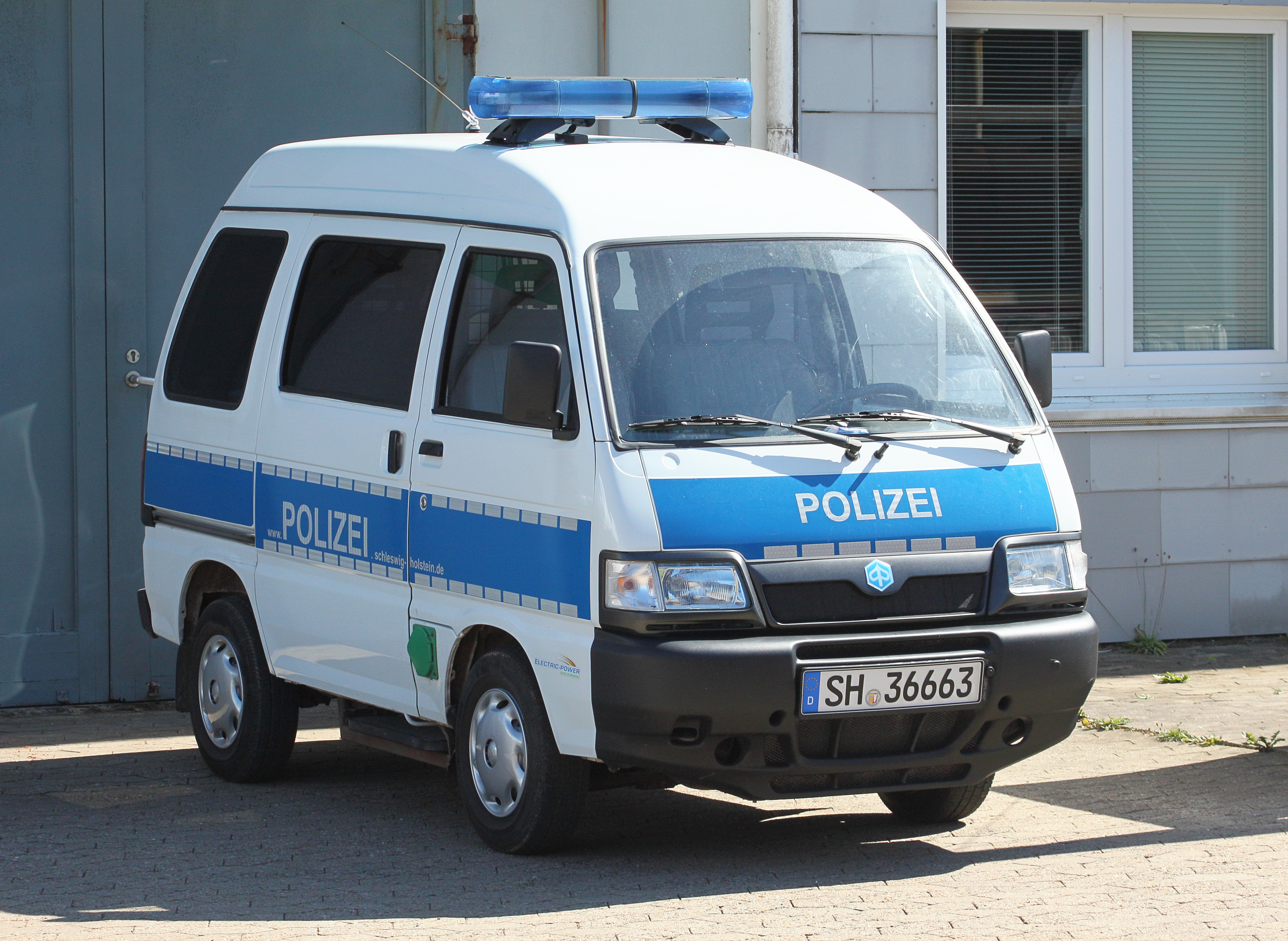
Un Piaggio Porter seconda serie

Nel 1998 subì un grosso restyling del frontale e venne equipaggiato con i nuovi motori 1.300 16v benzina Daihatsu e 1400 diesel Lombardini.
Nel 2002 ebbe termine la commercializzazione sul mercato europeo della versione marchiata Daihatsu in seguito alla liquidazione della joint-venture siglata nel 1992; la produzione da quel momento continuò solo sotto l'egida della Piaggio.
Nel 2003 alle versioni benzina e diesel si aggiunsero quelle alimentate a GPL.
Nel 2002 viene presentata la versione Maxxi dotata di ruote posteriori gemellate così da dare la possibilità di aumentare la portata utile a 1.100 kg, disponibile anche nella versione 4x4 a trazione integrale.
Inoltre viene ampliata la gamma di versioni e di allestimenti anche con trazione integrale (Grecav).
Nel 2006 viene presentata la versione a benzina Euro 4 che, grazie all'integrazione del sistema giapponese Daihatsu con una centralina prodotta dalla italiana CF3000, riesce a superare i nuovi stringenti limiti di emissioni. Contestualmente cessa la commercializzazione della versione con motorizzazione diesel.
Nel 2008 viene lanciata la versione GPL Euro 4 denominata "Eco Power". Le versioni previste sono il Pick up, lo Chassis, il Van ed il Tipper (ribaltabile). Viene inoltre presentata la versione aggiornata del Porter Maxxi. Il nuovo allestimento del motore della versione a GPL e del telaio della versione Maxxi saranno ora completamente eseguiti all'interno dello stabilimento Piaggio - Veicoli Commerciali - di Pontedera.

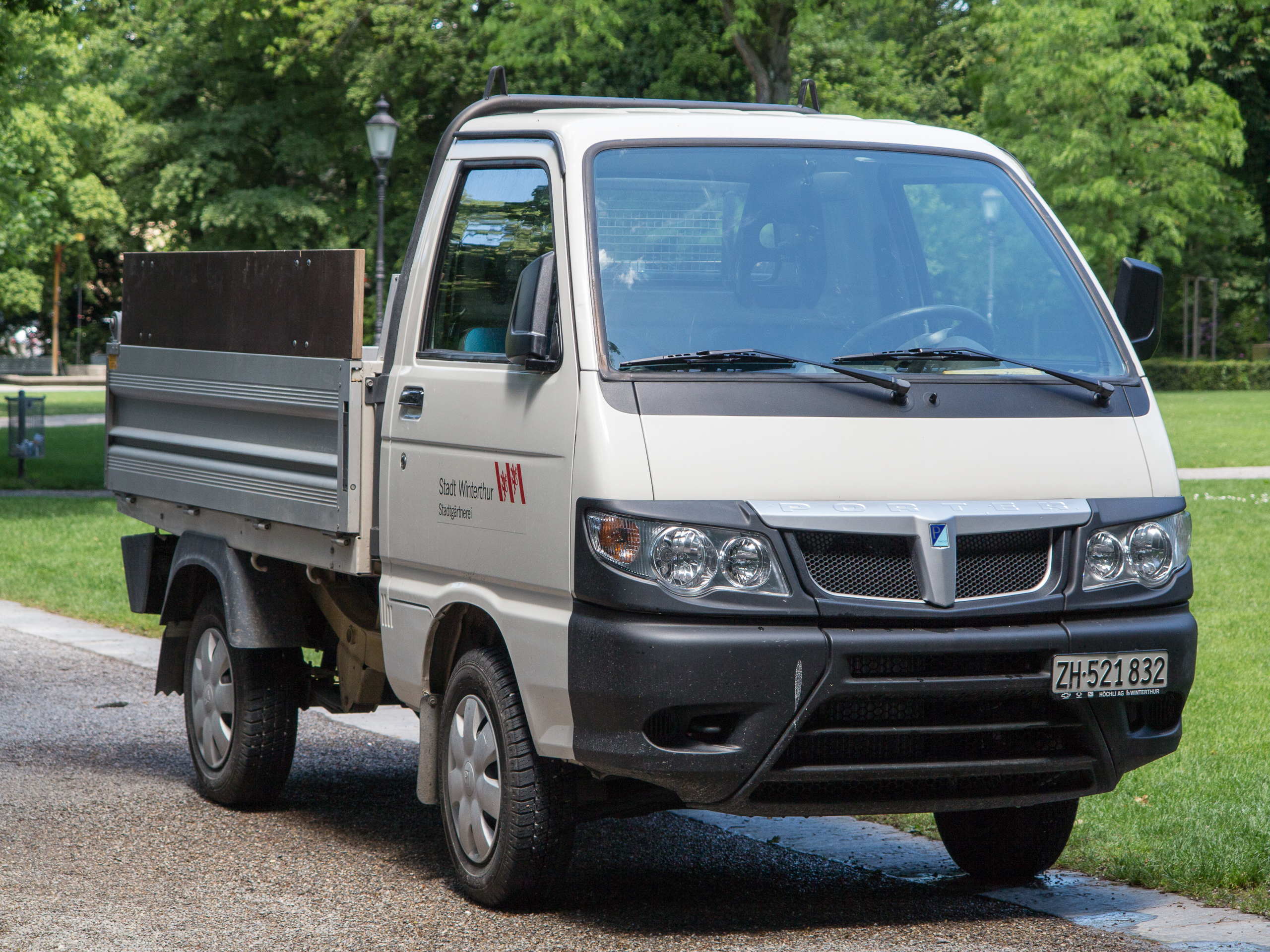
Il Porter dopo il restyling del 2011

Sempre nel 2008 viene presentata la versione con portata maggiorata, che consente di arrivare ad un peso a pieno carico di ben 2.200 kg nella versione Porter Maxxi Benzina E4.
Nel 2011 debutta la versione Euro 5, con alimentazioni a benzina, GPL, metano, diesel, oltre alla versione elettrica. Inoltre viene completamente ridisegnata la plancia e la calandra anteriore, che ammodernano notevolmente il veicolo. La gamma diesel è composta dai nuovi propulsori bicilindrici sviluppati da Piaggio e Ricardo: il P120 da 1,2 litri di cilindrata è dotato di turbocompressore, EGR e iniezione diretta common rail, eroga 64 cavalli e 140 Nm di coppia massima. È omologato Euro 5 con filtro antiparticolato di serie. Il P100 è un 1.0 aspirato disponibile nei mercati emergenti privo di turbocompressore. Entrambi vengono prodotti nello stabilimento Piaggio di Baramati in India.
Nel 2013, dopo anni di assenza sul mercato, ritorna una versione 4x4 della gamma Porter Euro 5B+, prodotta dalle Officine Cucini.